# Kassationsgerichtshof (Italien)

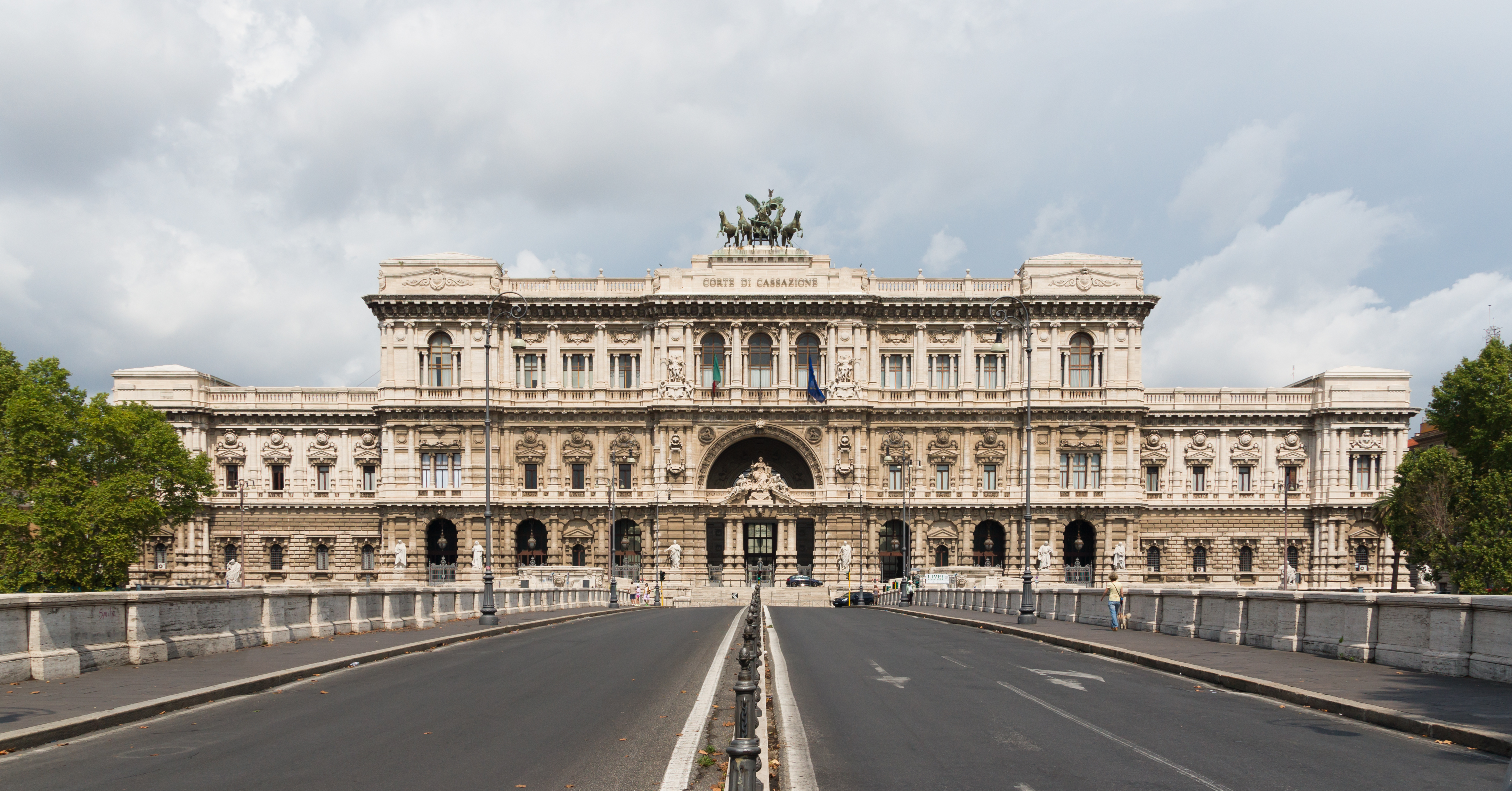
Der römische Justizpalast, gelegen am Tiberufer, unweit der Engelsburg

Der Kassationsgerichtshof (italienisch Corte Suprema di Cassazione) ist das höchste Gericht der ordentlichen Gerichtsbarkeit Italiens. Es hat seinen Sitz im Palazzo di Giustizia in Rom.

## Zuständigkeit
Das Kassationsgericht überprüft Urteile der Unterinstanzen, in der Regel der Appellationsgerichte, auf Rechtsfehler. Liegen letztere vor, werden die entsprechenden Urteile „kassiert“ und zur Neuverhandlung an die zuständigen Gerichte zurückverwiesen. In gleicher Weise kann das Kassationsgericht auch Urteile der Finanzgerichte und der Militärgerichte prüfen. Es entscheidet auch in Zweifelsfällen über die Rechtswegzuständigkeit ordentlicher und besonderer Gerichte.
Das Kassationsgericht soll durch seine Rechtsprechung die Rechtseinheit sichern. Untere Instanzen sind an die Rechtsauffassung des Kassationsgerichts gebunden. Die Prüfung gerichtlicher Urteile durch das Kassationsgericht ist verfassungsrechtlich durch Art. 111 der italienischen Verfassung abgesichert.

## Organisation
Das Kassationsgericht ist in etliche Spruchkörper gegliedert, die „Sektionen“ genannt werden. Es bestehen fünf Sektionen für Zivilsachen, davon eine für Arbeitsrecht (gehört in Italien zur ordentlichen Gerichtsbarkeit) und eine für Steuerrecht (besondere Gerichtsbarkeit). Für Strafsachen gibt es sieben Strafsektionen. In besonderen Fällen treten die Sektionen unter der Bezeichnung „Vereinte Sektionen“ (Sezioni Unite) zusammen.
Beim Kassationsgericht befindet sich die „Generalstaatsanwaltschaft der Republik beim Kassationsgerichtshof“ (Procura Generale della Repubblica presso la Corte di Cassazione) mit einem Generalprokurator an deren Spitze. Dieser Generalstaatsanwaltschaft angeschlossen ist die „Nationale Antimafia-Staatsanwaltschaft“ (Direzione Nazionale Antimafia – DNA). Darüber hinaus gibt es eine Militärgeneralstaatsanwaltschaft beim Kassationsgericht. Rechtsanwälte brauchen für eine Tätigkeit am Kassationsgericht eine besondere Zulassung.
Das Kassationsgericht gehört organisatorisch zum Geschäftsbereich des italienischen Justizministeriums. Richter und Staatsanwälte sind in Ausübung ihres Amtes unabhängig. Ihr Selbstverwaltungsorgan ist das Consiglio Superiore della Magistratura.

## Geschichte
Die Geschichte dieses Gerichtes lässt sich zurückführen auf die Französische Revolution, mit der die Kassation im heutigen Sinn entstand, sowie auf einige höchste Gerichte der alten italienischen Staaten. Im Zug der Einigung Italiens wurden 1865 die Kassationsgerichte in Turin, Florenz, Neapel und Palermo offiziell in das italienische Gerichtswesen übernommen. In ihrem jeweiligen Gerichtsbezirk waren sie die obersten ordentlichen Gerichte. Im Jahr 1875 entstand zusätzlich das Kassationsgericht in Rom. Dessen zwei Strafsenate (Sektionen) hatten in bestimmten Bereichen landesweite Zuständigkeit. 1888 wurden diese beiden Senate um zwei weitere ergänzt und die Strafsenate der vier regionalen Gerichte aufgelöst. Darüber hinaus war in Zivilsachen nur in Rom ein Vereinter Senat vorgesehen. Die vier regionalen Kassationsgerichte in Turin, Florenz, Neapel und Palermo wurden im Jahr 1923 ganz abgeschafft.